# Гурковский, Павел Николаевич
Павел Николаевич Гурковский (13 сентября 1960, с. Боевое, Генический район, Херсонская область, Украинская ССР, СССР) — советский спортсмен-гребец. Заслуженный мастер спорта СССР по академической гребле (1985).
Закончил Николаевский педагогический институт по специальности тренер-преподаватель (1990).

## Биография
Работал механизатором в колхозе «Україна», с. Боевое (1977-78). В 1978-81 служил на Черноморском флоте в спортроте.
В 1981-90 состоял на должности инструктора областного совета «Динамо», г. Xерсон.
По окончании спортивной карьеры — на тренерской работе. В 1990-93 — тренер-преподаватель спортроты Яхт-клуба № 5 Черноморского флота, г. Xерсон (сейчас — 1-й Яхт-клуб ВМС Украины).
Тренера- Кравченко Ю. Н. Писанец В. И., Волощук О. И., Волощук Г. И. Лин Э. О.

## Достижения
- Серебряный призёр Олимпийских Игр в Сеуле (восьмёрка) — 1988
- Чемпион мира (восьмёрка) — 1985, серебряный призёр 1986 (восьмёрка)
- Победитель международной регаты «Дружба-84» (восьмёрка) — 1984
- Победитель международной регаты (Швейцария, восьмёрка) — 1985, 1987
- 7-кратный победитель «Большой М. регаты» (восьмёрка) — 1983-89
- Чемпион СССР — 1984-88
- Победитель «Королевской регаты» (Великобритания, восьмёрка) — 1987

## Награды
- Почётная грамота Верховного Совета СССР (1986)
- Медаль «За трудовую доблесть» (1988), 1 медаль